# カイカディ・ドッグ
カイカディ・ドッグ（英：Kaikadi Dog）は、インドのマハーシュトラ州原産のサイトハウンド犬種のひとつである。単にカイカディと呼ばれることもある。

## 歴史
マハーシュトラ州の遊牧民であるカイカディ族によって作り出された古い犬種である。ベースとなったのはサルーキで、それを元に小型獣猟に適した犬種になるように改良を加えてできたものである。
主にノウサギ、サル（原猿種）、ネズミを狩るのに用いられている。単独或いはペアで狩りを行った。鋭い視覚を駆使して獲物を捜索し、サイトハウンドの持ち味である俊足で一気に加速して獲物を仕留める。昼間はこうして猟犬として繰り出されるが、夜間は番犬としてキャンプ地を見張るのに用いられる。
カイカディはカイカディ族以外には飼育されていない希少種で、近年絶滅の危機に瀕している。他地域から持ち込まれた別犬種との異種交配が進み、純血性が大きく脅かされているためである。保存会はなくカイカディ族が純血の保護に当たっているが、人手が足りず更なる雑種化による絶滅が危惧されている。
又、昔から体重を軽くして早く走らせるために粗食のみを与える風習があったが、体質の虚弱化やスタミナがつかないため、かえって走るスピードを遅くしてしまう結果を招いていた。近年この事実を外部から知らされたカイカディ族は以前よりもよいえさを与えるようになり、以前よりも体力とスタミナを強化することに成功した。カイカディ・ドッグ自体はサイトハウンド犬種ということもあり早く走るのに非常に適した体を持っていたが、誤った風習がその素質を劣らせる結果となっていたのである。

## 特徴
典型的なインドのサイトハウンド犬種であるが、容姿は若干ウィペットに似る。しかし、背中はウィペットのような流線型は描いておらず、血統的なかかわりもない。細く痩身で、サイトハウンド犬種のためマズル、首、脚、胴、尾が長い。耳は垂れ耳、尾は飾り毛がなく細いサーベル形の垂れ尾。コートは短毛で、毛色はホワイト、ブラック、ブルー、タンなどの色が混ざった複合色。大型犬サイズで、性格は忠実で従順、警戒心が強い。しつけは主人からのみ受け付けるが、状況判断力は高い。生粋の猟犬であるため独立心は高く狩猟本能は旺盛で、毛むくじゃらの小型獣を目にすると本能の引き金を引かれ見境がなくなる。運動量は多めで、かかりやすい病気は低体重による骨折や難産などがある。